# 死亡
死亡（しぼう、英: Death、Died）とは、日本の民法、戸籍法、臓器移植法などの法令、新聞などのマスメディア上、あるいは人口統計学などの学術などにおいて使用される、人の死という事象を指す用語である。

## 法令

### 民法
民法では、「第二章・人」において、生死が不明の人について「死亡したものとみなす。」（失踪宣告）、複数人の死の前後が不明な場合について「同時に死亡したものと推定する。」（同時死亡の推定）などと規定されている。

### 戸籍法
戸籍法では、「第四章・届出」の「第九節・死亡及び失踪（第八十六条―第九十四条）」において、死亡届（86条・87条など）、認定死亡（89条など）などについて規定されている。

### 臓器の移植に関する法律
臓器の移植に関する法律では、「死亡した者」、「死亡した後」、「死亡した場合」などと、死亡した人の生前の意思や尊厳が死後においても最大限に尊重されるように求める旨が、規定されている。

## 手続き
- 7日以内
  - 死亡届の提出[5]
- 14日以内
  - 世帯主変更届[6]
  - 健康保険の脱退届[7]

## マスメディア・学術
新聞などのマスメディアを通じ、ある人の死亡が広く伝えられることがある。
マスメディアでは法律用語であり、また「死亡」の「亡」の字が敬語的表現とされため、人間の死に対してのみ「死亡」が使われ、人間以外の生物の死には「死ぬ」と表現する。
人口統計学においては、死亡率が算出される。

## その他の用語

### 死去
「死亡」という用語に冷淡な響きが感じられることなどから、代わりに「死去」と表記されることも多い。

### 逝去
「死亡」よりも敬意を込め、「逝去」と表記されることもある。
キリスト教の一派・聖公会においては、「死」に対する正式な呼称である。（詳細はキリスト教における死#逝去」を参照）

### 特に若い年齢での死を指す用語
「夭折」「夭札」「夭逝」「夭死」「早世」「若死に」（ウィクショナリー）などと表記される。

### 天皇や皇族などの死を指す用語
婉曲、或いは敬意を込め、天皇や上皇、三后については「崩御」、皇太子については「薨御」、その他皇族については「薨去」、その他身分のある人については「卒去」などと表現される。外国の君主や皇族・王族についても、この例による。ほかに「登遐（とうか）」「登霞（とうか）」など。

### 宗教的な用法
「帰天」「召天」（キリスト教）のほか、高僧の死に関して「遷化」「入寂」（ウィクショナリー）「入滅」「示寂」「往生」「入定」などがある。

### そのほか
「絶命」「落命」「絶息」「他界」「永眠」「最期」「往生」（ウィクショナリー）などがある。
「永眠」は、キリスト教の一派・正教会においては、「死」に対する正式な呼称である。（詳細はキリスト教における死#永眠」を参照）